# Tidskontrol
Tidskontrol er en mekanisme til at sikre at skak og andre spil afvikles inden for en bestemt tidshorisont, som også kaldes betænkningstid. Til at effektuere tidskontrollen anvender man til topersoners spil typisk et skakur. Med tidskontroller er der mulighed for at komme i tidsnød, dvs. at man er ved at have opbrugt sin betænkningstid.

## Betænkningstid
Betænkningstiden er den tid, en spiller har til at udføre sine træk. Den varierer mellem forskellige spil og inden for spillene findes der forskellige typer af betænkningstid. 
I skak har man:
- Lynskak (mindre end 15 minutters betænkningstid pr. spiller inkl. evt. tillægstid).
- Hurtigskak (betænkningstid på mellem 15 minutter og en time pr. spiller inkl. evt. tillægstid).
- "Normal" skak eller langsom skak, hvor man har over en time som betænkningstid pr. spiller.
- Korrespondanceskak eller K-skak, hvor betænkningstiden regnes i dage. Her findes der også tidskontrol på dage.

Indenfor go vil et lynspil typisk have en betænkningstid på 20 min. pr. spiller

### Fast tid (Sudden death)
På analoge skakure, som stadig er meget udbredte, er det ikke muligt at spille med tillæg af sekunder pr. udført træk. Derfor spiller man ofte lyn- og hurtigskak med fast tid, hvor man har et bestemt antal minutter til hele partiet. I normal skak kan man også spille med fast tid, men typisk med en indlagt tidskontrol, f.eks. to timer til 40 træk og derefter en halv time til resten af partiet. Dette gør man for at undgå hængepartier.

### Overtid
I normal skak har man ofte flere tidskontroller, hvor man får tillagt ekstra tid, f.eks. to timer til 30 træk og en time pr. 15 træk derefter. Dvs., at et langt parti kan vare mange timer.

### Timeglas
Med et timeglas som ur vil man starte et spil med ca. lige meget tid til hver spiller og vende timeglasset, når man har udført sit træk.

### Byo-yomi
Byo-yomi er et japansk udtryk, som er en sammentrækning af Byo wo yomiageru, som bogstaveligt betyder "tælle sekunderne (højt)". Byo-yomi er en tidskontrol inden for spillene shogi og go. Her vil man f.eks. få 60 minutter plus 30 sekunders byo-yomi, hvor en spiller i de første 60 minutter af sin betænkningstid må udføre så mange eller få træk, som han vil, men derefter kun har 30 sekunder pr. træk. I konkurrence-go får man typisk ekstra byo-yomi-perioder, så man f.eks. har fem på 1 min. Det betyder, at man kan bruge de fire ekstra til udvide betækningstiden til sine træk, f.eks. kan man fire gange få to minutters betænkningstid, eller én gang fem minutters betænkningstid.
Moderne digitale skakure fås med indbygget byo-yomi (både japansk og canadisk).

### Canadisk byo-yomi
I canadisk byo-yomi har man modificeret, så man skal udføre et bestemt antal træk inden for sin byo-yomi periode. I go betyder det, at man lægger et bestemt antal sten til side og sætter sit skakur til f.eks. fem minutter. Når man udført sine træk (brugt de sten, der er lagt til side), sætter man uret til en ny fem minutters periode. I en variant, fremadskridende canadisk byo-yomi, ændres byo-yomi perioderne undervejs. 

### Forsinkelse eller tillæg
Med de digitale skakure er det blevet muligt at indbygge en forsinkelse eller lægge tid til ved hvert udført træk. De to basale former kaldes hhv. Bronstein- og Fischer-ure.
- Bronstein-uret (opkaldt efter David Bronstein) giver mulighed for at forsinke igangsættelsen af uret, så man har et stykke tid, hvor man kan udføre et træk, uden ens tid går.
- Fischer-uret (opkaldt efter Bobby Fischer) giver mulighed for at lægge et stykke tid til ved hvert udført træk, så man i princippet kan vinde tid undervejs.

### Straf for overskridelse af tidskontrol
I skak taber man partiet, når man overskrider tidskontrollen (medmindre modstanderen ikke har brikker, der kan sætte mat). Det gør man også i go. I Scrabble spiller man ofte med pointfradrag for overskridelse af tiden.

## Tidsnød
Tidsnød er et til dels subjektivt begreb, som udtrykker, at man bliver stresset af, at man skal udføre mange træk på kort tid. For nogen er det slemt at skulle udføre fem træk på ti minutter, mens andre først bliver urolige, når der er under fem minutter tilbage på uret. Selve oplevelsen af tidsnød hænger også sammen med, at man ikke er i stand til at gennemregne alle de varianter, man har at vælge imellem, hvilket igen betyder, at man har tendens til at begå fejl i tidsnøden.
De fleste skakspillere oplever indimellem at komme i tidsnød. Den russiske skakstormester og psykolog Nikolai Krogius har i bogen Psychologie im Schach angivet en række årsager til, at man kommer i tidsnød:
- Objektivt komplicerede stillinger, som kræver stort tidsforbrug, fordi der er mange varianter.
- Hvis man har brug for et bestemt resultat (gevinst eller remis) for at f.eks. vinde en turnering.
- Manglende forberedelse eller praktisk spilletræning.
- Autoritetsangst. Dvs., når man spiller mod en modstander, der regnes for en del stærkere.
- Hvis man er kommet ud i en stillingstype, der ikke passer én. F.eks. hvis man er vant til lukkede stillinger og havner i en åben stilling, hvor der er flere varianter.
- Man kan komme til at bruge tid, fordi man ærgrer sig over en fejl, man har begået tidligere i partiet.
- Man kan forsøge at vende situationen om, så modstanderen bliver stresset over tidsnødsituationen i en for ham fordelagtig stilling.
- Hvis man forsøger i enhver stilling at spille det absolut bedste træk.[1]

### Regler angående tidsnød
Verdensskakforbundet FIDE har to regler angående tidsnød:
- Inden for de sidste fem minutter op til en tidskontrol er man ikke forpligtet til – som ellers – at notere sine træk, medmindre man får lagt 30 sekunder eller derover til for hvert træk.
- Hvis man har en fast tid til afslutning af partiet og under to minutter tilbage, kan man kræve remis, hvis ikke modstanderen gør et aktivt forsøg på at vinde på brættet frem for på uret. Dette kræver, at man får en turneringsleder til at gribe ind. Turneringslederen kan så enten erklære partiet remis eller afviser kravet, hvilket giver modstanderen to minutter ekstra på uret.

### Tidsnødsnarkomaner
Tidsnødsnarkomaner er et udtryk, man bruger om spillere, som ofte kommer i tidsnød. Samuel Reshevsky og Friedrich Sämisch var kendte stærke spillere, som ofte kom i tidsnød.

## Bøger
Om tidsnød mv:
- Webb, Simon: Chess for tigers, 2. udgave, Pergamon Chess 1990
- Krogius, Nikolai: Psychologie im Schach, Sportverlag Berlin 1986
- Tisdall, Jonathan: Improve your chess now, Cadogan 1997